# Port lotniczy Montreal-Mirabel
Port lotniczy Montreal-Mirabel – port lotniczy położony 39 km na północny zachód od Montrealu, w prowincji Quebec, w Kanadzie. Port lotniczy został otwarty 4 października 1975. Był największym portem lotniczym w świecie pod względem planowanej powierzchni 39 660 ha (396,6 km²). Port lotniczy Dammam, który został zakończony w 1999 r., przekroczył tę powierzchnię.
Port został zbudowany, by zastąpić Port lotniczy Montreal-Pierre Elliott Trudeau (do 2004 zwany Dorval). W latach 1975–1997 wszystkie loty międzynarodowe do Montrealu musiały używać lotniska Mirabel. Jednak duża odległość od centrum miasta i brak dogodnych połączeń transportu miejskiego, jak również powolniejszy niż planowany wzrost miasta, spowodowały, że lotnisko Dorval pozostało otwarte. Z biegiem lat przerwano loty pasażerskie do lotniska Mirabel i ograniczono je do przyjmowania lotów cargo. Samo lotnisko, z początku powód do dumy dla Kanadyjczyków, stało się symbolem marnotrawstwa pieniędzy i niefortunnego planowania.

## Linie lotnicze i połączenia
| Linia lotnicza                  | Połączenia                            |
| ------------------------------- | ------------------------------------- |
| Air Georgian                    |                                       |
| Cargojet Airways                | Hamilton, Winnipeg                    |
| DHL Express                     | Cincinnati                            |
| FedEx Express                   | Indianapolis, Memphis, Newark, Ottawa |
| Morningstar Air Express         | Moncton, Quebec, Toronto-Pearson      |
| Kelowna Flightcraft Air Charter | Moncton, Ottawa, Winnipeg             |
| Nolinor Aviation                |                                       |
| SkyLink Aviation                | Quebec                                |
| UPS Airlines                    | Louisville                            |